# Axel Cristobal Jodorowsky
Axel Jodorowsky (24 de julio de 1965 - 15 de septiembre de 2022) era hijo del director de cine y teatro chileno-francés Alejandro Jodorowsky y de la actriz francesa Valérie Trumblay, hermano de Brontis Jodorowsky y Adán Jodorowsky, y tío de Alma Jodorowsky. 
En la edad adulta, el artista decidió cambiar su nombre en medio de la práctica de la psicomagia y comenzó a ser nombrado como Cristóbal. 
Cristóbal fue asistente de su padre durante 20 años. Esta colaboración fue fundamental para su desarrollo artístico y profesional. Desde niño, se relaciono con chamanes y curanderos como la mexicana Pachita entre otros muchos. A los 7 años su padre lo inició en los acertijos zen, planteándole el koan del "collar del tigre" que Cristóbal resolvió décadas después. 
Trabajó durante 20 años como asistente de su padre Alejandro, incorporando el tarot, la psicomagia y el zen en su formación.
Se formó en actuación, danza y artes escénicas en escuelas como la de Marcel Marceau, el Teatro Laboratorio de Grotowski y el Actors Studio de John Strasberg.
Para Cristóbal, la actuación y el teatro no eran solo un medio de expresión artística, sino también una herramienta terapéutica. Realizaba "prácticas colectivas de reconciliación con los padres" en sus obras de psicoteatro, buscando que el público pudiera expresar emociones contenidas y crear lazos positivos. Cristóbal consideraba que el acto poético y la interpretación permitían expresar energías reprimidas y sanar traumas psicológicos.
Axel Cristobal era conocido por su interpretación de Fénix en la película de terror de vanguardia Santa Sangre de 1989, por la que fue nominado al Premio Saturn al Mejor Actor; y el documental sobre psicochamanismo Quantum Men dirigido por Carlos Serrano Azcona.
Publicó su primer libro autobiográfico "El collar del tigre" en 2007, que llegó a tener más de un millón de descargas.